# Ben Christophers
Ben Christophers (né le 27 juin 1969)  est un auteur-compositeur-interprète de Wolverhampton en Angleterre. 

## Discographie
- My Beautiful Demon (1999)
- Spoonface (2001)
- The Spaces In Between (2004)
- Viewfinder (2005)
- Ben Christophers (2010)